# قبچاق‌ها

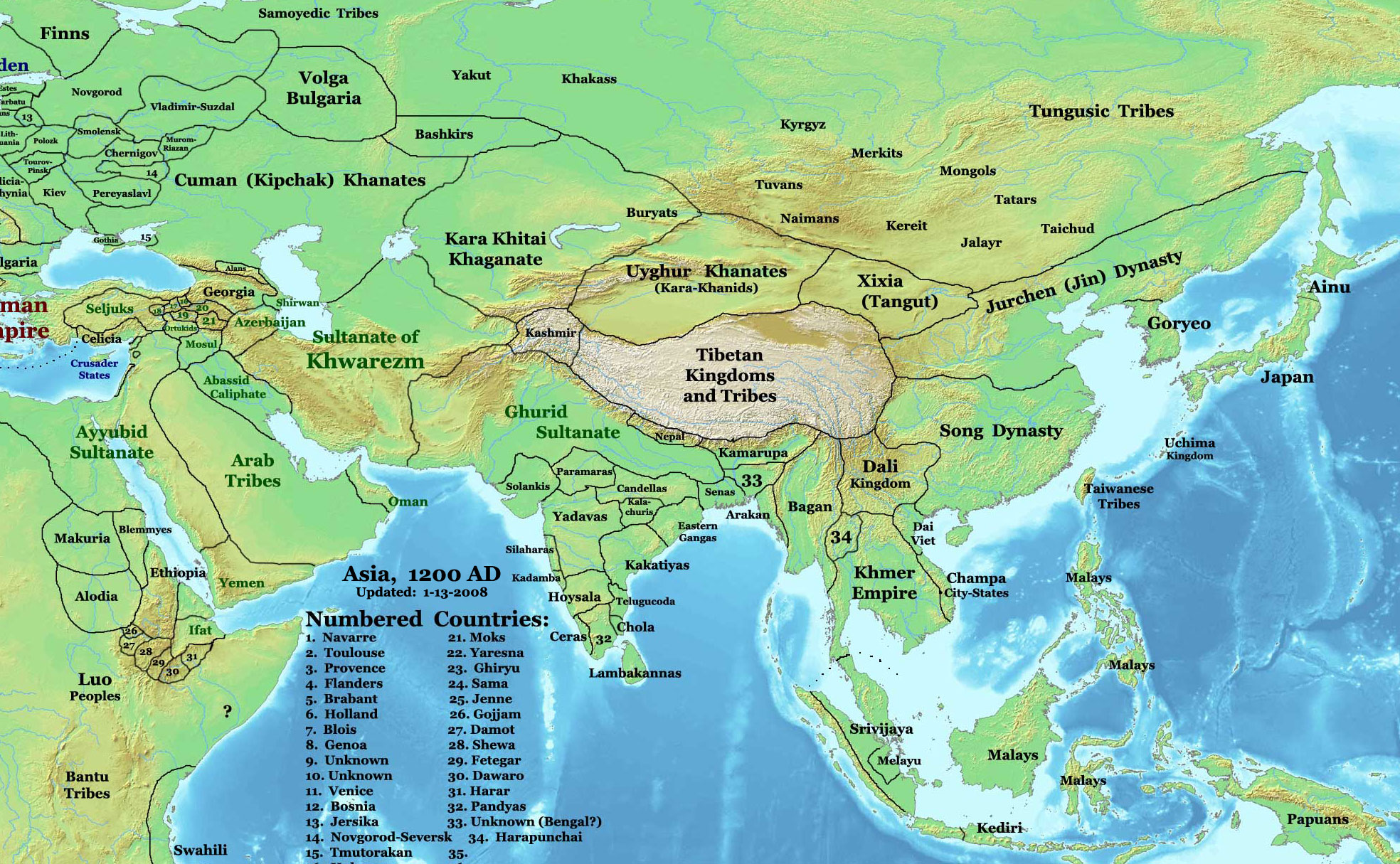
قلمرو قپچاقها در حدود ۱۲۰۰ میلادی

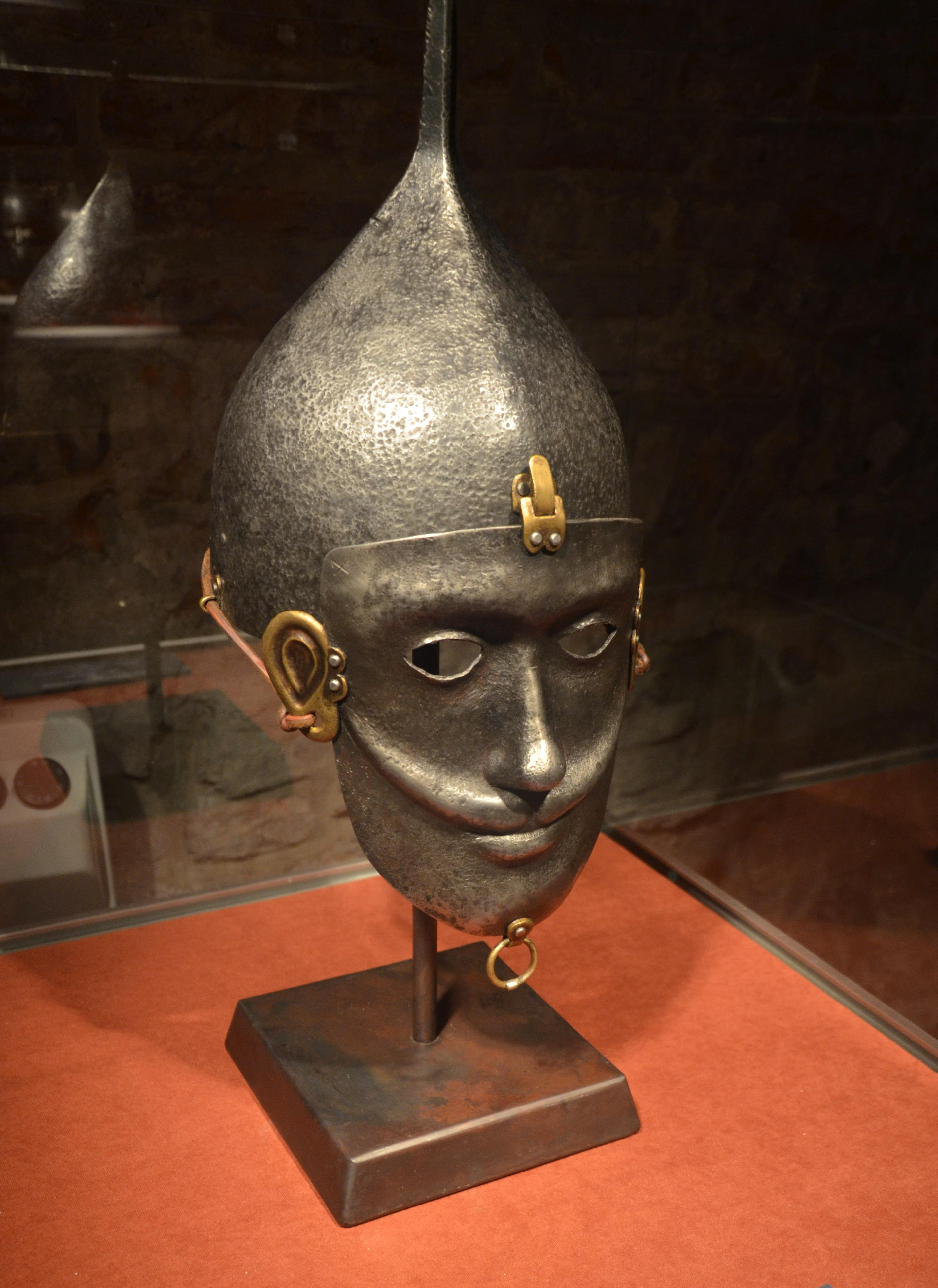
کلاهخود قبچاقی مربوطه به سدهٔ سیزدهم میلادی

قبچاق یا قپچاق یا قفجاق نام گروهی از کوچ‌نشینان تُرک بود. خاستگاه اصلی آنان احتمالاً در خانات کیمک بود. سپس از حدود ۱۰۳۰ تا ۱۲۳۷ میلادی -یعنی تا زمان حمله مغول- در دشت قبچاق مستقر شدند. نقش اینان در بخشی از تاریخ روس، خوارزم، آنسوی قفقاز، روم شرقی، مجارستان، جهان اسلام و چین تحت استیلای دودمان یوآن حیاتی بوده‌است.
در آثار اسلامی تا سده‌های نهم و دهم میلادی از نام قبچاق اثری نیست. در دههٔ ۱۰۳۰ میلادی تعدادی از قبچاق‌ها در خدمت خوارزمشاهیان بودند و گروهی از ایشان نیز به مرزهای خوارزمشاه می‌تاختند. حرکت آنان به سوی جلگه پونتیک سبب فشار پچنگ‌ها و غزان به مرزهای روم شرقی و ایران می‌شد.
دین نخستین آنان شمن‌باوری بوده و تا پیش از استیلای مغول اسلام و مسیحیت هم میان گروهی از ایشان راه یافته‌بود. چغری بیگ در دههٔ ۱۰۴۰ میلادی یک امیر قبچاق را در خوارزم به اسلام گروانده بود. اتحاد قبیله‌ای قبچاق‌ها شامل عناصر ترک و مغول بود.
میان سال‌های ۱۲۱۷ تا ۱۲۳۷ میلادی مغول‌ها دشت قبچاق را تسخیر کردند. گروهی از قبچاق‌ها به نام کوتن به مجارستان گریختند. قبچاق‌ها بازمانده به مرور در مغول‌ها حل‌شدند. بعدها در زمان جنگ‌های میان امیر تیمور و توقتمش در ۱۳۸۰ تا ۱۳۹۰ میلادی، بازمانده قبچاق‌ها و قبچاق‌های مغول‌شده تجدید سازمان قبیله‌ای یافتند. سپس در آینده اینان به نیروی اصلی اردوی نوقای تبدیل شدند.

## ریشه شناسی
ریشهٔ نام قبچاق به درستی آشکار نیست اما قبچاق ها نام خود را به معنای «درخت توخالی» تعبیر می کردند.
به گفته آنان، در درون درختی توخالی، جد اولیه آنها پسر خود را به دنیا آورد.. با وجود این، گلدن خاطرنشان می‌کند که معنی اصلی نام و ریشه‌شناسی این قومیت « همچنان مورد اختلاف و گمانه‌زنی باقی می‌ماند».

## ویژگی‌های ظاهری

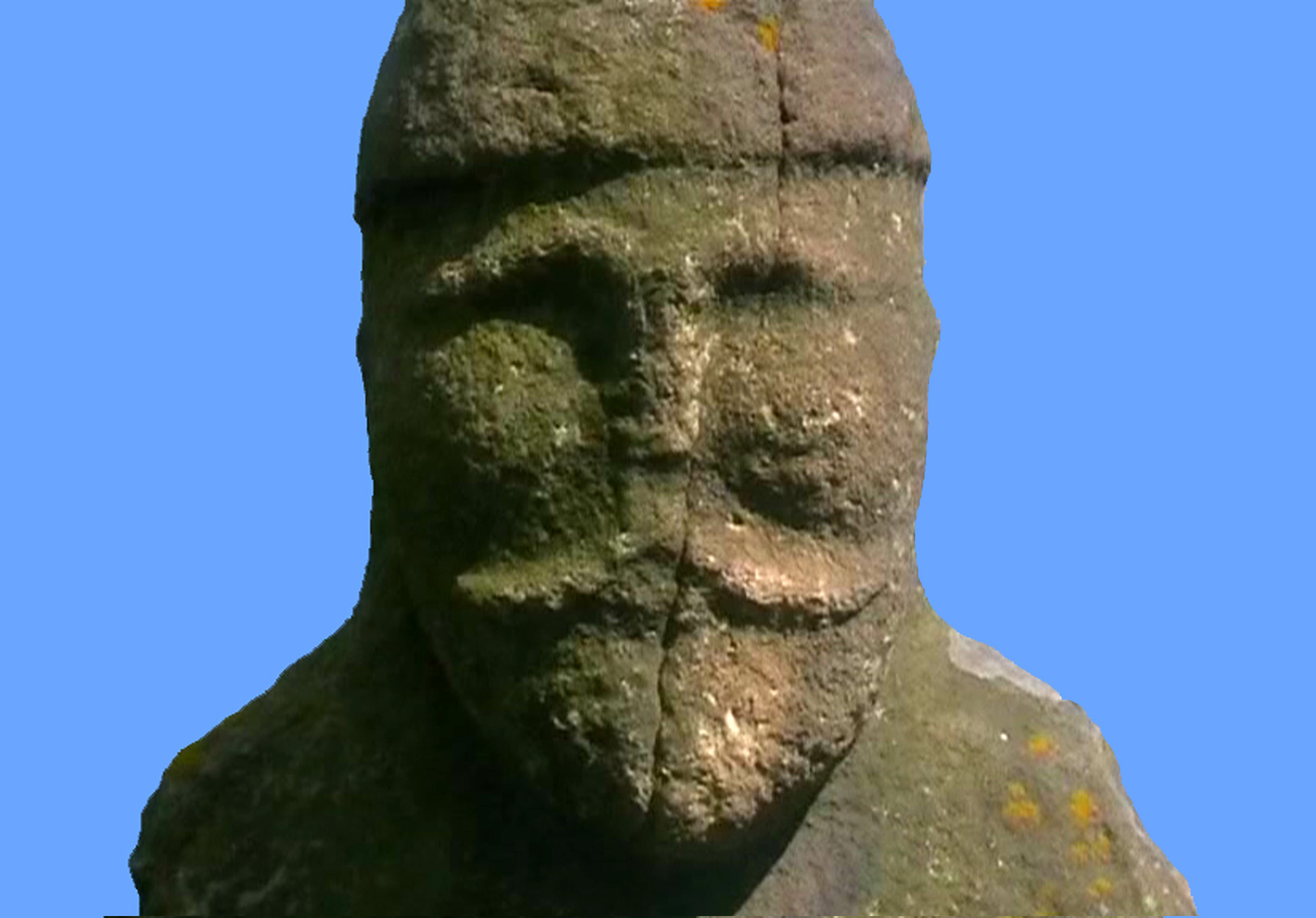
سردیس یک مرد قبچاق

دیدگاه‌های متفاوتی نسبت به شکل ظاهری قبچاق‌ها وجود دارد. این به دلیل این است که با وجود منشأ شرق آسیایی آن‌ها، چندین منبع آن‌ها را به عنوان مردمانی سفیدپوست با چشمان آبی و موهای بور توصیف می‌کنند. با این حال داده‌های جمجمه‌شناسی و ژنتیکی و همچنین برخی از توصیف‌های تاریخی، تصویری از یک قوم شرقی را از قبچاق‌ها ارائه می‌کنند. جمجمه‌های یافت‌شده از قبچاق‌ها، اغلب در آسیای مرکزی و اروپا پیدا می‌شوند.

## ژنتیک
اوشانین، مردم شناس روس خاطرنشان می کند که «فنوتیپ مغولی»، مشخصه قزاق‌ها و قرقیزهای امروزی، در میان جمجمه های تاریخی «قبچاق» و «پچنگ» که در سراسر آسیای مرکزی یافت می شوند، غالب است. لی کوانگ توضیح میدهد که کشف اوشانین بدین معنی است که نوادگان امروزی قبچاق‌های تاریخی، قزاق‌ها هستند که مردان آن‌ها فرکانس بالایی از زیرشاخه C2b1b1 هاپلوگروپ C2 دارند. یک مطالعه ژنتیکی دیگر که در ماه می ۲۰۱۸ در نیچر منتشر شد، بقایای یک مرد قبچاق را که بین سالهای ۱۰۰۰ تا ۱۲۰۰ میلادی دفن شده بود مورد بررسی قرار داد. این مرد  ناقل تک گروه پدری C و تک گروه مادری F1b1b بود که نشان دهنده ریشه آسیای شرقی است.